# Евроцентризам
Евроцентризам је свесна или несвесна пракса наглашавања европских (углавном западноевропских) вредности, културе и интереса на рачун других култура. Евроцентризам је једна врста етноцентризма. У екстремнијем облику се састоји од тврдње да су неевропске културе мање вредне, чак да не постоје.
У Великој Британији, речи евроцентричан и евроцентрик се користе да би се означиле оне особе које подржавају европско уједињење и Европску унију. Антоним ове речи је евроскептичан и евроскептик.